# Берни-Ривьер
Берни-Ривье́р (фр. Berny-Rivière) — коммуна во Франции, находится в регионе Пикардия. Департамент коммуны — Эна. Входит в состав кантона Вик-сюр-Эн. Округ коммуны — Суассон.
Код INSEE коммуны — 02071.

## Население
Население коммуны на 2010 год составляло 613 человек.
| 1962 | 1968 | 1975 | 1982 | 1990 | 1999 | 2010 |
| ---- | ---- | ---- | ---- | ---- | ---- | ---- |
| 415  | 439  | 446  | 480  | 528  | 582  | 613  |

## Экономика
В 2010 году среди 408 человек трудоспособного возраста (15—64 лет) 297 были экономически активными, 111 — неактивными (показатель активности — 72,8 %, в 1999 году было 72,4 %). Из 297 активных жителей работали 271 человек (141 мужчина и 130 женщин), безработных было 26 (13 мужчин и 13 женщин). Среди 111 неактивных 29 человек были учениками или студентами, 47 — пенсионерами, 35 были неактивными по другим причинам.